# Richard Althaus (Richter)
Richard Althaus (* 9. März 1852 in Medebach; † nach 1919) war ein deutscher Reichsgerichtsrat.

## Leben
Er wurde 1874 vereidigt. 1883 wurde er Amtsrichter und 1889 Landrichter. Zum Amtsgerichtsrat wurde er 1893 ernannt. 1896 kam er als Rat an das Kammergericht. Der I. Strafsenat war 1906 seine erste Station im Reichsgericht. Im nächsten Jahr kam er in den V. Zivilsenat. Zu Neujahr 1919 trat er in den Ruhestand.